# Tophit
Tophit.com (zapis stylizowany: TopHit) – internetowa platforma służąca do dystrybucji muzyki, monitorowania emisji radiowej oraz publikowania list przebojów. Na rok 2024 TopHit zrzesza ponad 9000 artystów, autorów piosenek, DJ-ów, wytwórni płytowych i wydawców muzycznych. Z usług platformy korzysta ponad 2500 stacji radiowych oraz 90 kanałów telewizyjnych w 45 krajach, głównie w USA, Wielkiej Brytanii, Unii Europejskiej, Ukrainie, Rosji oraz krajach WNP. Biblioteka treści TopHit zawiera ponad 200 000 przebojów radiowych i ponad 10 000 teledysków. Universal Music określiło TopHit jako najbardziej autorytatywną stronę do monitorowania emisji radiowej w Rosji. Platforma była cytowana przez krytyków muzycznych oraz producentów muzycznych jako kluczowe źródło informacji o popularności artystów w Rosji i krajach WNP.
Coroczna gala Top Hit Music Awards wyróżnia najlepszych wykonawców radiowych i internetowych oraz ich najpopularniejsze utwory, celebrując wybitne osiągnięcia w branży muzycznej.

## Funkcjonalność
TopHit to platforma służąca do agregacji, dystrybucji i promocji cyfrowych treści muzycznych. Autorzy, artyści, producenci i wytwórnie płytowe przesyłają swoje utwory na stronę internetową TopHit. Stacje radiowe i telewizyjne przeglądają przesłane utwory i mogą pobierać te, które uznają za odpowiednie do emisji. Przedstawiciele wytwórni śledzą nowych artystów i utwory za pośrednictwem TopHit, aby wyłonić najbardziej interesujących i nawiązać z nimi dalszą współpracę.
Automatyczny serwis TopHit, zwany TopHit Spy, monitoruje emisję muzyki na partnerskich stacjach radiowych i generuje statystyki dotyczące odtwarzanych utworów. Na podstawie tych danych tworzone są podsumowujące listy przebojów radiowych. Dostępne są również analogiczne rankingi dla serwisów YouTube i Spotify. Szczegółowe statystyki odtworzeń dla każdego utworu są udostępniane właścicielom praw autorskich — artystom, autorom, wydawcom i wytwórniom.

### Tworzenie bazy treści TopHit
Producenci i właściciele praw do treści muzycznych, po zarejestrowaniu się na platformie TopHit, przesyłają swoje nowe utwory, fonogramy i teledyski. Baza treści TopHit jest podzielona na dwie główne sekcje: Music Arrivals (zawierającą 600–800 nowych wydawnictw, które pomyślnie przeszły testy w ciągu ostatnich dwóch miesięcy) oraz Golden Hits (obejmującą ponad 200 000 przebojów radiowych z ostatnich 30 lat). Około 60% tych utworów jest w języku angielskim, a pozostałe wykonywane są w językach takich jak rosyjski, hiszpański, niemiecki, rumuński, ukraiński, koreański i inne.

### Testowanie nowych utworów
Od 2009 roku TopHit wprowadził testowanie online wszystkich nowych wydawnictw muzycznych. Na stronie głównej i w sekcji Music Arrivals wszystkie nowe utwory przechodzą proces testowania. Procedura polega na odsłuchaniu krótkiej wersji demo nowego utworu, a następnie przyznaniu oceny w postaci „lubię” lub „nie lubię”.
Przy ustalaniu oceny utworu TopHit uwzględnia zarówno parametry piosenki, jak i profile stacji radiowych lub wytwórni, które ją oceniają. Największą wagę mają oceny pochodzące od stacji radiowych, platform streamingowych i wytwórni. Po 2–3 dniach testów każdy utwór otrzymuje ocenę w skali 10-punktowej.
Głównym celem testowania jest umożliwienie twórcom i właścicielom praw autorskich obiektywnej oceny potencjału ich utworów przed ich wydaniem oraz wyselekcjonowanie tych, które zdobyły najlepsze opinie i oceny od profesjonalistów z branży muzycznej i mediów.
Wszystkie wstępne oceny utworów na TopHit mają ograniczoną „żywotność.” Jeśli utwór nie zostanie wyemitowany w radiu lub nie zyska popularności w internecie w ciągu sześciu miesięcy od testów na TopHit, jego „testowa” ocena zostaje wyzerowana. Kolejne oceny mogą wzrastać jedynie w wyniku gromadzenia emisji radiowych, wyświetleń na YouTube i odtworzeń na platformach takich jak Spotify. W rezultacie najwyższe oceny ostatecznie trafiają do utworów, które zdobyły największą liczbę emisji radiowych, wyświetleń na YouTube i odtworzeń na Spotify.

### Dystrybucja utworów i promocja artystów
Perspektywiczne utwory są pobierane przez stacje radiowe, dodawane do ich bibliotek muzycznych i wprowadzane do rotacji. Autorzy, artyści oraz wytwórnie mają dostęp do szczegółowych statystyk dotyczących aktywności stacji radiowych w odniesieniu do ich treści.
Przedstawiciele wytwórni wykorzystują listy przebojów oraz statystyki muzyczne TopHit do monitorowania pojawiania się interesujących nowych utworów i wykonawców. Następnie kontaktują się z przedstawicielami artystów, aby omówić możliwości potencjalnej współpracy.

### Monitorowanie emisji: TopHit Spy
TopHit Spy to zautomatyzowany system monitorowania emisji, stworzony do identyfikacji najczęściej odtwarzanych utworów. Działa w trybie 24/7 w czasie rzeczywistym, śledząc transmisje ponad 2500 stacji radiowych w 45 krajach oraz zbierając statystyki ze streamingu na platformach Spotify i YouTube.
Dane gromadzone przez TopHit Spy dostarczają autorom, wykonawcom i właścicielom praw autorskich na TopHit szczegółowych statystyk emisji radiowych i streamingu ich utworów i nagrań. Dodatkowo system generuje kompleksowe rankingi emisji radiowych oraz streamingów.

### Listy przebojów TopHit
Na podstawie zgromadzonych danych TopHit publikuje listy przebojów z emisji radiowych i streamingu dla takich krajów jak Stany Zjednoczone, Wielka Brytania, Hiszpania, Niemcy, Polska, Litwa, Łotwa, Estonia, Rosja, Białoruś, Kazachstan, Ukraina, Mołdawia i Rumunia. Platforma udostępnia również skonsolidowane rankingi, odzwierciedlające statystyki emisji radiowych i streamingu ze wszystkich krajów, w których działa TopHit, uwzględniając dane z YouTube i Spotify. Ponadto Tophit ma koordynatorów ws. Europy Wschodniej (Nelly Druta), Holandii (Nadya Walter) oraz Hiszpanii/Ameryki Łacińskiej (Azamat Unadzh). Pierwszym singlem na szczycie notowań serwisu był „Okean i Tri Reki” w wykonaniu ukraińskiego zespołu Nu Virgos i rosyjskiego piosenkarza Waleriego Meladze.
Listy przebojów TopHit dzielą się na Radio Charts, YouTube Charts, Spotify Charts oraz All Media Chart, która łączy dane z emisji radiowych i streamingu. Pozycje na listach mogą odnosić się zarówno do utworów/wideoklipów (lista singli), jak i do artystów (lista artystów).
Rankingi TopHit są aktualizowane w cyklach tygodniowych, miesięcznych, kwartalnych, rocznych i dekadowych. Subskrybenci TopHit mają dostęp do raportów (list przebojów) dla poszczególnych stacji radiowych, rozszerzonych list z nawet 500 pozycjami oraz rankingów dla bieżących okresów, takich jak aktualny tydzień, miesiąc czy rok.
Sekcja TopHit Golden Hits (archiwum muzyczne) jest sformatowana jako skonsolidowana lista najpopularniejszych singli XXI wieku.

### Rekordy na listach przebojów
- Dima Biłan i David Guetta są najczęściej granymi muzykami. Każdy z nich ma ponad 30 milionów zarejestrowanych emisji.
- MakSim jest jedynoj piosenkarkoj w historii lista przebojów, która miała cztery piosenki numer jeden w ciągu roku kalendarzowego („Отпускаю”, „Знаешь ли ты”, „Ветром стать”, „Мой рай” w 2007 r.).
- MakSim miała siedem kolejnych hitów numer jeden, co jest uważane za niepobity rekord dla innych artystów.
- Jołka jest jedyna artystką, która dwukrotnie znalazła się na szczycie Annual General Chart i trzykrotnie na szczycie Annual Russian Chart na Tophit.
- Jołka jest jedyną rosyjską artystką, która znalazła się na szczycie wszystkich list przebojów Tophit jednocześnie, w latach 2010–2011.
- „Provence(inne języki)” w wykonaniu Elki spędziło 109 tygodni na Tophit General 100.
- Julija Sawiczewa jest jedyną artystką, która sama zajęła pierwsze miejsce na Tophit Audience Choice Chart.
- „Love You Like a Love Song” Seleny Gomez & the Scene utrzymuje rekord najdłużej utrzymującego się na szczycie listy przebojów singli Tophit, spędzając 20 tygodni na pierwszym miejscu.

## Top Hit Music Awards

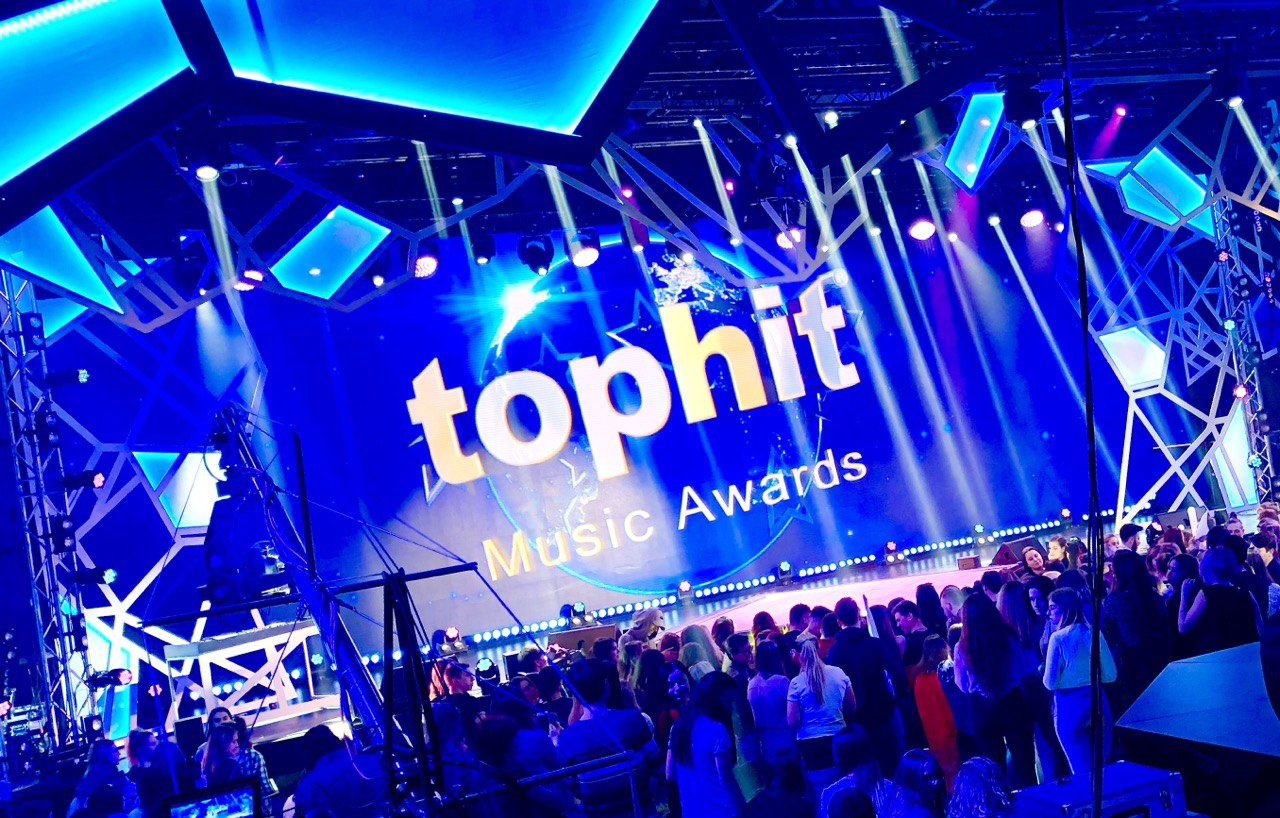
Scena koncertowa Top Hit Music Awards

Top Hit Music Awards to coroczna gala nagród ustanowiona przez TopHit w 2013 roku. Rosyjscy artyści, autorzy i producenci są wyróżniani za wybitne osiągnięcia w muzyce popularnej oraz przemyśle fonograficznym, na podstawie danych dotyczących rotacji utworów w stacjach radiowych. Ceremonie odbywają się co roku w Moskwie. W kwietniu 2020 roku po raz pierwszy odbyła się edycja Top Hit Music Awards Ukraine, w której wyróżniono najlepszych wykonawców, autorów i wytwórnie płytowe z Ukrainy.
Piosenkarka Jolka, jedna z najpopularniejszych rosyjskich artystek, określa Top Hit Music Awards jako narzędzie do oceny artystów na podstawie ich rzeczywistej popularności statystycznej, a nie decyzji jakiegoś jury. Podkreśla to profesjonalny charakter nagrody[10]. Jolka była wielokrotnie nagradzana, w tym tytułem „Artystka dekady”, ponieważ według pomiarów Top Hit jej utwory zdobyły ponad 19 milionów emisji w ciągu 10 lat, co czyni ją niezwykle popularną wśród słuchaczy rosyjskojęzycznych.
W ramach nagrody istnieje także Top Hit Hall of Fame. Co roku 10 nominacji jest zgłaszanych przez współpracujące stacje radiowe i ustalanych w drodze głosowania. Następnie byli członkowie Hall of Fame wybierają dwóch z nominowanych.
Magazyn showbiznesowy Time Out określił ceremonię mianem metafory „Bezstronnej Nagrody Liczb, która opiera się wyłącznie na statystykach i jest wolna od sprzeciwów”.

## Uznanie
Eksperci z agencji prasowej InterMedia, Jewgienij Safronow i Aleksiej Mazhajew, wyrazili opinię, że listy przebojów publikowane przez portal nie są w stanie w pełni odzwierciedlić popularności artystów w Rosji, ponieważ TopHit, podobnie jak Moskva.FM, zajmuje się badaniami branży radiowej. Mimo to eksperci uznali listy przebojów portalu za profesjonalne.
Boris Barabanow zauważył również, że działalność TopHit.ru jest bardziej znana profesjonalistom z branży muzycznej niż szerokiej publiczności. „Jednym z najbardziej efektywnych źródeł opartych na listach przebojów jest Tophit.ru. W kręgach profesjonalnych to dość wiarygodny mechanizm, który pozwala właścicielom praw zamieszczać swoje utwory na stronie i udostępniać je stacjom radiowym do pobrania. Z kolei stacje, które pobierają utwór, przesyłają raporty o jego emisji, co pokazuje jego popularność. Model promocji Tophit.ru jest uważany za bardzo skuteczny na rynku” – napisał autor. Guru Ken nazwał TopHit liderem w dziedzinie dostarczania treści medialnych stacjom radiowym.
W czasopiśmie Kompania (Company) Anastasia Markina również określiła portal jako lidera w swojej branży profesjonalnej, pisząc: „Tophit.ru objął swoją opieką ponad 400 stacji i 60 kanałów telewizyjnych. Z drugiej strony, ponad tysiąc właścicieli praw autorskich, w tym większość wytwórni, takich jak Sony Music, Universal Music, Warner Music i EMI/Gala Records, współpracuje z tym serwisem”.
Na wykładach RMA (kurs dla profesjonalistów w branży muzycznej) Dmitrij Konnow, CEO Universal Music Russia, omawiając perspektywy promocji rosyjskiej muzyki, podkreślił: „Jeśli chcesz zdobyć popularność, radzę pisać i wykonywać rosyjską muzykę, promować rosyjskich artystów i uważnie obserwować Tophit.ru, zamiast zachwycać się Billboardem”.
W 2010 roku zbiorcze dane statystyczne portalu za rok 2009 stały się głównym źródłem przy ustalaniu nominacji do nagród muzycznych „Bog Efira” (Bóg Eteru) – wersji muzycznej Nagrody Popowa w dziedzinie radiowej emisji. Coroczne listy przebojów Tophit są również szeroko relacjonowane w mediach masowych.

## Historia
Pomysł na projekt TopHit wywodzi się od radzieckiego zespołu muzycznego Dialog, założonego w 1978 roku. Członkowie zespołu Kim Breitburg, Jewgienij Fridland i Wadim Botnaruk opracowali system wyszukiwania młodych, utalentowanych muzyków i promowania ich za pośrednictwem partnerskich stacji radiowych. W latach 90. w inicjatywie uczestniczyło ponad 50 stacji, a ich słuchacze głosowali na najlepszych nowych artystów. Do najbardziej znanych artystów odkrytych w tym czasie należą Nikołaj Trubacz, Konstantin Meladze i Waleri Meladze.
Wadim Botnaruk, pracując w jednej ze stacji radiowych, w 2002 roku połączył siły z kolegą Igorem Kraewem, aby wykorzystać internet do wyszukiwania artystów i głosowania na nowe przeboje. Wspólnie z wytwórnią ARS Records, zarządzaną przez Igora Krutoja, stworzyli internetowy serwis, który początkowo funkcjonował pod nazwą mp3fm.ru.
W początkowym okresie strona współpracowała z ponad 50 lokalnymi stacjami radiowymi, wieloma nowymi artystami oraz postaciami rosyjskiego show-biznesu, takimi jak Alona Swiridowa, Władimir Kuzmin, Leonid Agutin, Ałła Pugaczowa, Murat Nasyrów i Ilja Lagutenko. 1 listopada 2003 roku domena mp3fm.ru została przejęta i zarejestrowana ponownie. Zespół uznał to za atak korporacyjny i stworzył nową nazwę oraz markę: TopHit.ru.
Portal muzyczny założony w 2003 roku, który skupia się na dystrybucji online nowych utworów i teledysków do stacji radiowych, kanałów telewizyjnych oraz DJ-ów. Serwis założył Igor Kraev oraz Wadim Botnaruk. Dyrektorami generalnymi portalu są Igor Kraev oraz Pavel Balashov.
W styczniu 2004 roku opublikowano pierwszą coroczną listę przebojów TopHit za rok 2003. Najpopularniejszym utworem wśród rosyjskojęzycznych słuchaczy był „Ocean i trzy rzeki” Walerija Meladze i Wia Gra. W tym czasie do platformy dołączyły główne sieci radiowe, takie jak Russkoje Radio Ukraine i międzynarodowy holding Europa Plus, a wkrótce także AvtoRadio, Love Radio, Radio Maximum, Nasze Radio i inne.
W kwietniu 2004 roku odbył się pierwszy koncert TopHit Live! w Moskwie. W 2005 roku TopHit nawiązał współpracę z wytwórniami płytowymi Sony Music Entertainment, Universal Music i Warner Music, a liczba partnerskich stacji radiowych w 2006 roku przekroczyła 400. W 2007 roku TopHit otrzymał profesjonalną Nagrodę Popowa za „wielki wkład w rozwój rosyjskiego radia za granicą” i zaczął przetwarzać teledyski.
Tophit od 2005 zajmuje się także publikowaniem list przebojów dla Rosji, Ukrainy i Wspólnoty Niepodległych Państw, powstałych na podstawie odtworzeń w partnerskich stacjach radiowych, a od 17 lipca 2016 również dzięki uzyskanym wyświetleniom w serwisie YouTube. Wszystkie listy przebojów portalu są odświeżane co każdy czwartek, a publikowane są w soboty.
W styczniu 2008 roku Wadim Botnaruk, jeden z założycieli, został zamordowany przez nieznanych sprawców w pobliżu swojego domu w Moskwie.
W 2010 roku uruchomiono ukraińską filię TopHit, a także wprowadzono format .wav dla nowych utworów muzycznych dostępnych dla stacji radiowych. W tym samym roku wprowadzono internetowe programy TopHit Chart. W kwietniu 2010 roku odbył się koncert TopHit Live! w Kijowie z udziałem Swietłany Łobody, Gajtany, Alony Winnyckiej i innych gwiazd ukraińskiej sceny pop.
W 2011 roku Igor Kraew opublikował pierwszą analizę rynku radiowego w Rosji na podstawie obszernej bazy statystycznej TopHit. W 2012 roku po raz pierwszy opublikowano końcowe ukraińskie listy przebojów radiowych za 2011 rok. Najpopularniejszymi artystami na ukraińskim radiu byli Wiera Brieżniewa, Potap, Jolka i Ani Lorak, a najczęściej emitowanymi hitami – „Petals of Tears” Dana Balana i Wiery Breżniewej, „Real Life” Wiery Breżniewej i „You’re the Best” Vlada Darwina i Aloszy.
W 2013 roku po raz pierwszy odbyła się ceremonia wręczenia nagród Top Hit Music Awards, a także uruchomiono Top Hit Hall of Fame. W 2015 roku TopHit nawiązał współpracę z Google w celu tworzenia list przebojów opartych na danych z YouTube: YouTube Russia oraz Radio & YouTube Russia. W 2016 roku dodano rankingi teledysków oraz listy Top 100 Radio & YouTube Artists Russia i Top 200 Radio & YouTube Hits Russia.
W 2017 roku uruchomiono usługę TopHit Spy do automatycznego monitorowania emisji muzyki na partnerskich stacjach radiowych (ponad 800 stacji). W 2019 roku liczba stacji radiowych przekroczyła 1000, a projekt objął 30 krajów w Europie, Azji, na Bliskim Wschodzie i w Stanach Zjednoczonych. W tym samym roku TopHit rozpoczął działalność własnej wytwórni płytowej.
W styczniu 2019 roku po raz pierwszy opublikowano coroczne listy przebojów YouTube Ukraine: listę artystów, teledysków oraz Radio & YouTube Ukraine charts. Głównym hitem tych rankingów była piosenka „Plakala” zespołu Kazka.
W 2020 roku uruchomiono system płatności TopHit Pay, którego głównym celem było zbieranie darowizn dla muzyków. W 2021 roku TopHit rozpoczął współpracę z serwisem Spotify, aby dostarczać jeszcze więcej list przebojów.
W marcu 2023 roku portal internetowy został uruchomiony pod nową domeną tophit.com, co uczczono specjalnym koncertem.